# Ново-Брдо
Ново-Брдо или Артана (серб. Ново Брдо; алб. Novobërda или Novobërdë, или Artana или Artanë) — город в Косове и Метохии, входит в Приштинский округ.

## Административная принадлежность
| Сербская позиция                                                      | Албанская позиция                            |
| --------------------------------------------------------------------- | -------------------------------------------- |
| входит в Косовско-Поморавский округ автономного края Косово и Метохия | входит в Приштинский округ Республики Косово |

## История
В Средние века Ново-Брдо (досл. Новая гора, Novus Mons, Novamonte, Nyeuberghe) было крупным городом и стратегической военной крепостью, важным центром горного дела — в окрестных шахтах добывали железную руду, золото и серебро. 
Здесь родились известные книжники Владислав Грамматик и Димитрий Кантакузин. После падения Смедеревской крепости в 1439 году, город до 1441 года был столицей Сербского деспотство. Окончательно Ново-Брдо попало под османскую власть 1 июня 1455 года, капитулировав после сорокадневной осады.